# جانین بکی
جانین بکی (انگلیسی: Janine Beckie؛ زادهٔ ۲۰ اوت ۱۹۹۴) بازیکن فوتبال اهل ایالات متحده آمریکا است.
از باشگاه‌هایی که در آن بازی کرده‌است می‌توان به هیوستون دش اشاره کرد.
وی همچنین در تیم‌های ملی فوتبال United States women's national under-18 soccer team, United States women's national under-20 soccer team, Canada women's national under-20 soccer team، و زنان کانادا بازی کرده‌است.
وی در مسابقات کشوری و بین‌المللی در مجموع برندهٔ ۱ مدال برنز شده‌است.